# (Don't Fear) The Reaper
(Don't Fear) The Reaper is een nummer van de Amerikaanse band Blue Öyster Cult. Het nummer verscheen op hun album Agents of Fortune uit 1976. In juli dat jaar werd het nummer op vinyl uitgebracht als de eerste single van het album. In 1994 werd het nummer op cd-single uitgebracht.

## Achtergrond
"(Don't Fear) The Reaper" is geschreven door zanger en gitarist Donald "Buck Dharma" Roeser en gaat over de onvermijdelijke dood en hoe gek het is dat sommige mensen bang zijn voor de dood. Dharma schreef het nummer terwijl hij dacht over wat er zou gebeuren als hij jong zou sterven. Vanwege teksten als "Romeo and Juliet are together in eternity" dachten veel luisteraars dat het nummer over een pact waarbij een partner de ander vermoordt voordat diegene zelfmoord pleegt, maar Dharma heeft gezegd dat het over eeuwige liefde gaat. Hij gebruikte Romeo en Julia als motieven om een koppel te beschrijven die geloven dat ze elkaar na de dood opnieuw tegenkomen. Hij vertelde hierover: "Ik voelde dat ik net een soort resonantie had bereikt in de psychologie van de mensheid toen ik dat bedacht, ik was eigenlijk een beetje geschokt toen ik me realiseerde dat sommige mensen het zagen als een advertentie voor zelfmoord of iets dat niet mijn bedoeling was. Het gaat over dat je niet bang moet zijn voor de dood (in plaats van er actief over te beginnen). Het is eigenlijk een liefdeslied waar de liefde verder gaat dan het fysieke bestaan van de partners." Hij gokte dat "40.000 mannen en vrouwen" elke dag stierven, maar indertijd bleken dat 140.000 mensen te zijn.
De singleversie van "(Don't Fear) The Reaper" was ruim een minuut korter dan de albumversie, aangezien de langzame opbouw aan het begin van het nummer werd weggelaten. De single bereikte in thuisland de VS de 12e positie in de Billboard Hot 100, terwijl in Canada zelfs de 7e positie werd behaald. Toen de albumversie van het nummer in 1978 werd uitgebracht op single in het Verenigd Koninkrijk, bereikte de plaat daar de 16e positie in de UK Singles Chart. 
In Nederland werd de plaat in het najaar van 1976 veel gedraaid op de landelijke radiozenders. Desondanks werden de destijds twee landelijke hitlijsten op de nationale publieke popzender Hilversum 3 (de Nederlandse Top 40 en de Nationale Hitparade) niet bereikt. De plaat bleef steken op een 14e positie in de Tipparade en op de 8e positie in de Nationale Tip 30. Ook in de op Hemelvaartsdag 27 mei 1976 gestarte Europese hitlijst, de TROS Europarade, werd géén notering behaald.
In België werden zowel de beide Vlaamse hitlijsten als de Waalse hitlijst niet bereikt.
Het tijdschrift Rolling Stone riep de plaat uit tot het beste lied van het jaar 1976 en in 2004 zetten zij het nummer op de 397e positie in hun lijst The 500 Greatest Songs of All Time; in de versie van 2010 zakte het nummer naar plaats 405.
In 2000 was "(Don't Fear) The Reaper" het onderwerp van een sketch van het Amerikaanse satirische televisieprogramma Saturday Night Live, genaamd "More Cowbell". In deze sketch wordt een fictionele documentaire getoond over de opname van het nummer. Will Ferrell, schrijver van de sketch, speelde koebelspeler Gene Frenkle. De "legendarische" producer Bruce Dickinson (Christopher Walken) vraagt Frenkle continu om de koebel (cowbell) prominenter te laten klinken in het nummer en hierbij "zoveel mogelijk ruimte in de studio te gebruiken". De rest van de band is geïrriteerd door Frenkle, maar Dickinson antwoordt hierop: "Ik heb een ziekte, en het enige voorschrift van de dokter - is meer koebel!" Buck Dharma zei in een reactie op de sketch dat hij het fantastisch vond en er nooit genoeg van kreeg, maar vond wel dat het "enge" gevoel van het nummer enige tijd verdwenen was na de sketch. In 2014 herhaalde Ferrell zijn deel van de sketch toen de Red Hot Chili Peppers een deel van het nummer speelden tijdens The Tonight Show Starring Jimmy Fallon. Verder noemde Stephen King het nummer als inspiratiebron voor zijn roman De beproeving, en het nummer wordt gebruikt als het intronummer van de miniserie geïnspireerd op de roman.
Sinds de editie van december 2007 staat de plaat genoteerd (behalve in 2008) in de jaarlijkse NPO Radio 2 Top 2000 van de Nederlandse publieke radiozender NPO Radio 2, met als hoogste notering een 556e positie in 2018.

## NPO Radio 2 Top 2000
| Nummer met noteringen in de NPO Radio 2 Top 2000 | '07 | '08 | '09  | '10 | '11 | '12 | '13 | '14 | '15 | '16 | '17 | '18 | '19 | '20 | '21 | '22 | '23 | '24 |
| ------------------------------------------------ | --- | --- | ---- | --- | --- | --- | --- | --- | --- | --- | --- | --- | --- | --- | --- | --- | --- | --- |
| (Don't Fear) The Reaper                          | 947 | -   | 1087 | 996 | 899 | 914 | 723 | 801 | 674 | 703 | 646 | 556 | 660 | 663 | 666 | 597 | 699 | 625 |

1. ↑  Een '-' betekent dat het nummer niet was genoteerd en een vetgedrukt getal geeft de hoogste notering aan.
2. ↑  2007 was het eerste jaar met een notering voor dit nummer.